# Villa Grisolía
Villa Grisolía o Achupallas es una localidad argentina del partido de Alberti, en la provincia de Buenos Aires. Si bien el nombre oficial es Villa Grisolía, es comúnmente conocida como Achupallas —nombre de la estación de ferrocarril del lugar—, nombre que de hecho tiene el arco de entrada al pueblo.

## Toponimia
El nombre "Achupallas" evoca al combate de las Achupallas librado en Chile por el ejército al mando del general argentino José de San Martín, tal combate que resultó en victoria patriota fue una de las primeras victorias argentinochilenas para liberar Chile. Casi desconocida la palabra achupalla en Argentina, en Chile la palabra "achupalla" es el nombre común que se le da a las bromelias, especialmente a la especie de Ananas comosus aunque en este caso se alude al nombre chileno vulgar de la especie Fascicularia bicolor. Es decir, el nombre popular Achupalla  o Achupallas  que se le suele dar a esta localidad de la pampa húmeda argentina de ningún modo indica la existencia local de una planta tropical (como las bromelias) ya que el clima templado impide que crezcan en la pampa húmeda, sino que tal nombre evoca a un combate ocurrido en Chile.

## Población
Cuenta con 88 habitantes (Indec, 2010), lo que representa un cambio de 24 habitantes menos respecto a los 112 habitantes (Indec, 2001) del censo anterior.
| Gráfica de evolución demográfica de Villa Grisolía entre 1991 y 2010 |
|                                                                      |
| Fuente: Censos nacionales del INDEC                                  |

## Economía
La actividad principal de la zona es la producción agrícola ganadera, la apicultura y los servicios que brindan contratistas locales para la producción. Los principales cultivos son: trigo, soja, maíz, cebada, arvejas y pasturas forrajeras. En la actividad ganadera predominan el ganado bovino y ovino.  Entre los establecimientos agrícolas y empresas de servicios se destacan Davico Hermanos, Consolo Hermanos, Emidelia Solari Hermanos, Semillero "San Juan", Solari Explotaciones Agropecuarias y Rúben Altilio e Hijos.
Además hay almacenes, kioscos y boliches.

## Educación
La localidad cuenta con el jardín de infantes n.º 403 y la escuela primaria n.º 17 "Paula Albarracín".

## Deportes
- Fiorentina Fútbol Club

## Turismo
- Río Salado.
- Antiguos puentes del Ferrocarril Midland, Sarmiento y General Belgrano.
- Chimenea de la exfábrica de Tejas.
- Festival de la Amistad: se realiza todos los años en la fecha de aniversario de la fundación del pueblo.